# Uruguay en la Copa Mundial de Rugby

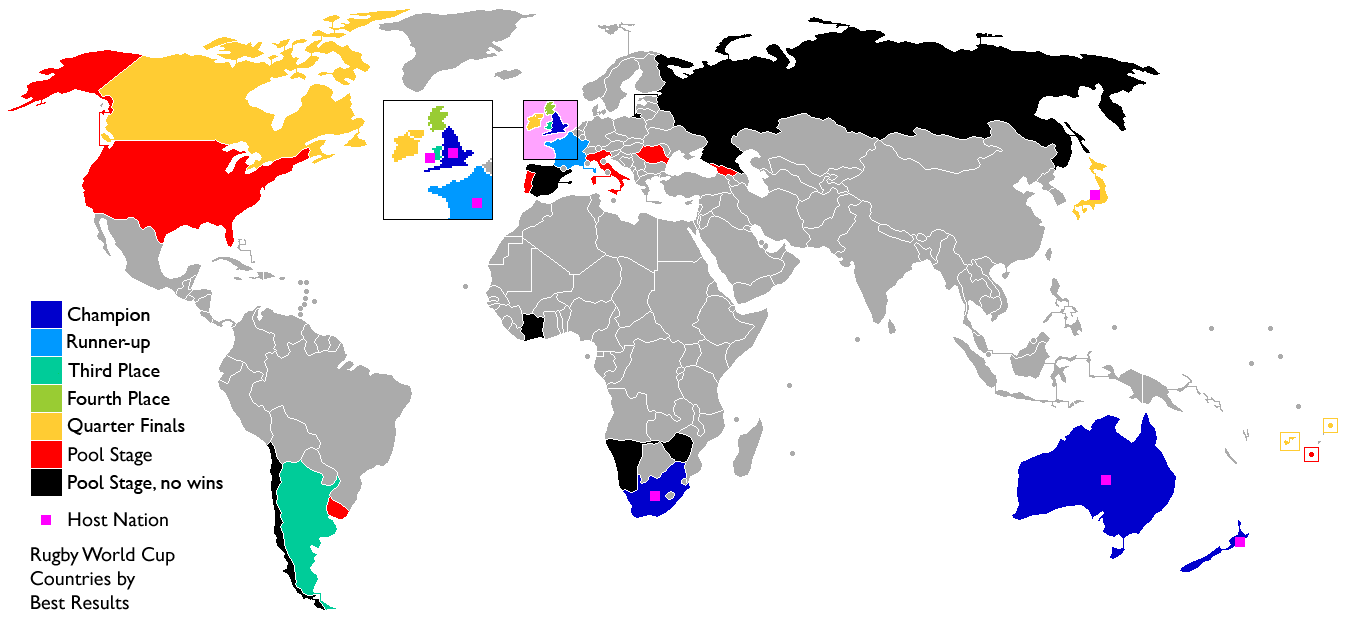
Un mapa que muestra los mejores resultados de los países y los países anfitriones de la Copa Mundial de Rugby.

La selección de rugby de Uruguay participó en cinco ediciones de la Copa del Mundo de Rugby. Clasificó por eliminatorias regionales en las tres ocasiones.
Los Teros no consiguieron avanzar a cuartos de final, siendo eliminados en primera fase en todos los torneos, ni consiguieron el pase automático al próximo mundial.

## Gales 1999

### Plantel
Entrenador: Daniel Herrera

### Participación

#### Grupo A
| Equipo    | Gan. | Emp. | Per. | A favor | En contra | Puntos |
| --------- | ---- | ---- | ---- | ------- | --------- | ------ |
| Sudáfrica | 3    | 0    | 0    | 132     | 35        | 6      |
| Escocia   | 2    | 0    | 1    | 120     | 58        | 4      |
| Uruguay   | 1    | 0    | 2    | 42      | 97        | 2      |
| España    | 0    | 0    | 3    | 18      | 122       | 0      |

## Australia 2003

### Plantel
Entrenador: Diego Ormaechea

### Participación

#### Grupo C
| Equipo     | Gan. | Emp. | Per. | A favor | En contra | Extra | Puntos |
| ---------- | ---- | ---- | ---- | ------- | --------- | ----- | ------ |
| Inglaterra | 4    | 0    | 0    | 255     | 47        | 3     | 19     |
| Sudáfrica  | 3    | 0    | 1    | 184     | 60        | 3     | 15     |
| Samoa      | 2    | 0    | 2    | 138     | 117       | 2     | 10     |
| Uruguay    | 1    | 0    | 3    | 56      | 255       | 0     | 4      |
| Georgia    | 0    | 0    | 4    | 46      | 200       | 0     | 0      |

## Inglaterra 2015

### Plantel
Entrenador: Pablo Lemoine

### Participación

#### Grupo A
| Posición | Selección  | Partidos | Partidos | Partidos  | Partidos | Tries a favor | Tantos  | Tantos    | Tantos     | Puntos extra | Puntos |
| Posición | Selección  | Jugados  | Ganados  | Empatados | Perdidos | Tries a favor | A favor | En contra | Diferencia | Puntos extra | Puntos |
| -------- | ---------- | -------- | -------- | --------- | -------- | ------------- | ------- | --------- | ---------- | ------------ | ------ |
| 1        | Australia  | 4        | 4        | 0         | 0        | 17            | 141     | 35        | 106        | 1            | 17     |
| 2        | Gales      | 4        | 3        | 0         | 1        | 11            | 111     | 62        | 49         | 1            | 13     |
| 3        | Inglaterra | 4        | 2        | 0         | 2        | 16            | 133     | 75        | 58         | 2            | 11     |
| 4        | Fiyi       | 4        | 1        | 0         | 3        | 10            | 84      | 101       | -17        | 1            | 5      |
| 5        | Uruguay    | 4        | 0        | 0         | 4        | 2             | 30      | 226       | -196       | 0            | 0      |

## Japón 2019

### Grupo D
| Posición | Selección | Partidos | Partidos | Partidos  | Partidos | Tries a favor | Tantos  | Tantos    | Tantos     | Puntos extra | Puntos |
| Posición | Selección | jugados  | ganados  | empatados | perdidos | Tries a favor | a favor | en contra | diferencia | Puntos extra | Puntos |
| -------- | --------- | -------- | -------- | --------- | -------- | ------------- | ------- | --------- | ---------- | ------------ | ------ |
| 1        | Gales     | 4        | 4        | 0         | 0        | 17            | 136     | 69        | +67        | 3            | 19     |
| 2        | Australia | 4        | 3        | 0         | 1        | 20            | 136     | 68        | +68        | 4            | 16     |
| 3        | Fiyi      | 4        | 1        | 0         | 3        | 17            | 110     | 108       | +2         | 3            | 7      |
| 4        | Georgia   | 4        | 1        | 0         | 3        | 9             | 65      | 122       | –57        | 1            | 5      |
| 5        | Uruguay   | 4        | 1        | 0         | 3        | 6             | 60      | 140       | –80        | 0            | 4      |

## Francia 2023

### Grupo A
| Posición | Selección     | Partidos | Partidos | Partidos  | Partidos | Tries a favor | Tantos  | Tantos    | Tantos     | Puntos extra | Puntos |
| Posición | Selección     | jugados  | ganados  | empatados | perdidos | Tries a favor | a favor | en contra | diferencia | Puntos extra | Puntos |
| -------- | ------------- | -------- | -------- | --------- | -------- | ------------- | ------- | --------- | ---------- | ------------ | ------ |
| 1.       | Francia       | 4        | 4        | 0         | 0        | 27            | 210     | 32        | +178       | 2            | 18     |
| 2.       | Nueva Zelanda | 4        | 3        | 0         | 1        | 38            | 253     | 47        | +206       | 3            | 15     |
| 3.       | Italia        | 4        | 2        | 0         | 2        | 13            | 114     | 181       | -67        | 2            | 10     |
| 4.       | Uruguay       | 4        | 1        | 0         | 3        | 9             | 65      | 164       | -99        | 1            | 5      |
| 5.       | Namibia       | 4        | 0        | 0         | 4        | 3             | 37      | 255       | -218       | 0            | 0      |